# 응우옌꽁푸엉
응우옌꽁푸엉(베트남어: Nguyễn Công Phượng, 阮公鳳, 1995년 1월 21일~)은 쯔엉 뜨어이 빈프억에서 활약 중인 베트남의 축구 선수로 '베트남의 메시'로 불리고 있을 정도로 베트남 최고의 공격수로 평가받고 있으며 K리그 시절 등록명은 콩푸엉이었다.

## 클럽 경력
응에안성 도르엉현 출신으로 2015 시즌을 앞두고 호앙아인 잘라이에 입단하며 프로에 데뷔한 후 이듬해인 2016 시즌을 앞두고 일본 J2리그의 미토 홀리호크로 잠시 임대 이적하여 리그 6경기를 뛰었다.
그리고 2019 시즌을 앞두고 대한민국 K리그1의 인천 유나이티드와 1년 임대계약을 맺었고 2019년 3월 9일 경남 FC와의 경기에서 인천 소속으로 후반 추가시간 K리그1 데뷔전을 치렀으나 인천 이적 4개월만인 6월 2일 인천과의 임대 계약을 조기 종료한다는 소식이 알려졌다.
인천과의 임대가 종료된 이후 여름 이적시장에서 베트남 공격수 최초로 벨기에 프로 리그의 신트트라위던 VV로 임대 이적했지만 주전 경쟁에서 밀려나면서 반 시즌만에 임대 계약이 종료되었으며 2020 시즌을 앞두고 V리그1의 호찌민 시티로 임대 이적했다.
그리고 2020 시즌을 마치고 호찌민 시티와의 임대 계약을 종료한 뒤 4년만에 친정팀인 호앙아인 잘라이로 전격 복귀했다.

## 국가대표팀 경력
베트남 연령대별 대표팀(U-19, U-22, U-23) 소속으로 87경기 48골을 터뜨리며 팀의 아세안 U-19 챔피언십 2회 연속 준우승(2013, 2014), 2015년 동남아시아 경기 대회 동메달, 2018년 AFC U-23 아시안컵 준우승에 기여했고 2018년 아시안 게임에서는 1962년 이후 베트남의 56년만의 아시안 게임 4강 진출에 크게 기여했다.
이에 앞서 2015년 10월 8일 베트남 성인대표팀 소속으로 이라크와의 2018년 FIFA 월드컵 아시아 지역 2차 예선 F조 3차전에서 국제 A매치 데뷔전을 치른 뒤 이듬해인 2016년 11월 8일 인도네시아와의 친선 경기에서 A매치 데뷔골을 신고했다.
이후 2018년 아세안 챔피언십에 출전해 미얀마와의 4강 2차전에서 득점을 기록하며 2008년 대회 이후 베트남의 10년만의 통산 2번째 아세안 챔피언십 우승의 주역이 되었다.
그리고 2019년 AFC 아시안컵에서는 간판 공격수로 팀의 12년만의 8강 진출에 기여했는데 특히 요르단과의 16강에서 0-1로 끌려가던 후반 51분경 극적인 동점골을 터뜨리면서 베트남의 아시안컵 8강 진출에 큰 역할을 하였다.

## 경력 통계
| 베트남 | 베트남 | 베트남 |
| 연도   | 출전   | 골     |
| ------ | ------ | ------ |
| 2015   | 2      | 0      |
| 2016   | 7      | 1      |
| 2017   | 6      | 2      |
| 2016   | 9      | 3      |
| 2016   | 11     | 2      |
| 합계   | 34     | 8      |

## 수상

### 국가대표팀
베트남 U-19
- 아세안 U-19 챔피언십 : 준우승 (2013, 2014)

 베트남 U-23
- AFC U-23 아시안컵 : 준우승 (2018)
- 아시안 게임 : 4위 (2018)
- 동남아시아 경기 대회 : 동메달 (2015)

 베트남
- 아세안 챔피언십 : 우승 (2018)

### 개인
- 베트남 올해의 신인상 : 2015
- 가장 좋아하는 선수 : 2017, 2018